# Calcees
Les Calcees (en grec antic: Χαλκεῖα, Khalkêia) eren un festival celebrat a Atenes associat als treballadors del bronze i als déus Atena i Hefest.
Originàriament es feia en honor d'Atena Ergane, i era celebrat per tota la gent d'Atenes amb el nom d'Atena Pandemos (Πάνδημος 'de tot el poble'), segons la Suïda i l'Etymologicum Magnum. Més tard es va circumscriure als artesans, especialment els ferrers, i era celebrat en honor d'Hefest; d'aquí prové el nom de Calcees (grec antic: Χαλκεῖα, 'l'art de la forja'). Se celebrava el dia 30 del mes de Pianepsi, l'endemà de l'Apatúria. Menandre va escriure una comèdia anomenada Calcees, de la qual Ateneu de Nàucratis en va preservar un fragment.